# Place Guichard – Bourse du Travail
Place Guichard - Bourse du Travail – stacja metra w Lyonie, na linii B. Stacja została otwarta 14 września 1981.